# 1952年のNFL
1952年のNFLは、NFLの33年目のシーズンである。
シーズン前、ニューヨーク・ヤンクスがリーグに売却された。数日後、ヤンクスの保有財産を購入したテキサス州ダラスのグループに新しいチームの所有が認められた。しかし、新チームのダラス・テキサンズはシーズン途中にリーグへ再び売却され、シーズン終了後、解散した。これにより、1960年にNFLでダラス・カウボーイズ、AFLでダラス・テキサンズ（現チーフス）が誕生するまで、ダラスはプロフットボールチームを失うことになった。
NFLチャンピオンシップで、デトロイト・ライオンズが、クリーブランド・ブラウンズを17対7で破り、NFLチャンピオンに輝いた。

## ドラフト
1952年1月17日にドラフトが行われ、30巡360名が指名された。ニューヨーク・ヤンクスの指名権は、ダラス・テキサンズが行使した。

## 主なルール変更
- スナップ前に前進しない限り、イリーガルモーションの反則を取られないようになった。
- 第4ダウンの攻撃でタッチバックにならない限り、攻撃側のパスインターフェアランスの罰則が15ヤード罰退と規定された。
- 明白に不当な行為をした選手を退場処分とできるように規定された。

## 順位表
| クリーブランド・ブラウンズ   | 8 | 4 | 0 | .667 | 7–3 | 310 | 213 | 25.8 | 17.8 |
| フィラデルフィア・イーグルス | 7 | 5 | 0 | .583 | 6-4 | 252 | 271 | 21.0 | 22.6 |
| ニューヨーク・ジャイアンツ   | 7 | 5 | 0 | .583 | 5–4 | 234 | 231 | 19.5 | 19.3 |
| ピッツバーグ・スティーラーズ | 5 | 7 | 0 | .417 | 4-5 | 300 | 273 | 25.0 | 22.8 |
| シカゴ・カージナルス         | 4 | 8 | 0 | .333 | 3-7 | 172 | 221 | 14.3 | 18.4 |
| ワシントン・レッドスキンズ   | 4 | 8 | 0 | .333 | 4–6 | 240 | 287 | 20.0 | 23.9 |

| デトロイト・ライオンズ   | 9 | 3  | 0 | .750 | 7-3 | 344 | 192 | 28.7 | 16.0 |
| ロサンゼルス・ラムズ     | 9 | 3  | 0 | .750 | 8-2 | 349 | 234 | 29.1 | 19.5 |
| サンフランシスコ・49ers  | 7 | 5  | 0 | .583 | 6-3 | 285 | 221 | 23.8 | 18.4 |
| グリーンベイ・パッカーズ | 6 | 6  | 0 | .500 | 3-6 | 295 | 312 | 24.6 | 26.0 |
| シカゴ・ベアーズ         | 5 | 7  | 0 | .417 | 4-6 | 245 | 326 | 20.4 | 27.2 |
| ダラス・テキサンズ       | 1 | 11 | 0 | .083 | 1-9 | 182 | 427 | 15.2 | 35.6 |